# Afroneta basilewskyi
Afroneta basilewskyi é uma espécie de aranhas da família Linyphiidae encontradas na Tanzânia. Foi descrita pela primeira vez em 1968.